# Vaňkovo náměstí (Brno)
Vaňkovo náměstí je náměstí v Brně nacházející se v městské části Brno-střed na katastrálních územích Stránice a Staré Brno mezi ulicemi Tvrdého, Lerchova, Barvičova, Lipová a Žlutý kopec. Dominantou náměstí je kruhový objezd, v jehož středu se nachází třináctimetrová Věž architektů zhotovená v roce 2014 na počest brněnského architekta Jindřicha Kumpošta.

## Pojmenování
Náměstí bylo v roce 1925 pojmenováno jako náměstí Karla Vaňka, Karl-Vaněk-Platz, podle prvního českého starosty Brna Karla Vaňka, který zemřel v únoru 1924. V roce 1940 bylo přejmenováno podle skalního útvaru nacházejícího se na Žlutém kopci na Helgolandplatz, česky náměstí Na Helgolandě nebo náměstí Na Helgolandu. Na Vaňkovo náměstí bylo znovu přejmenováno v září roku 1946.